# Olle Ludvigsson

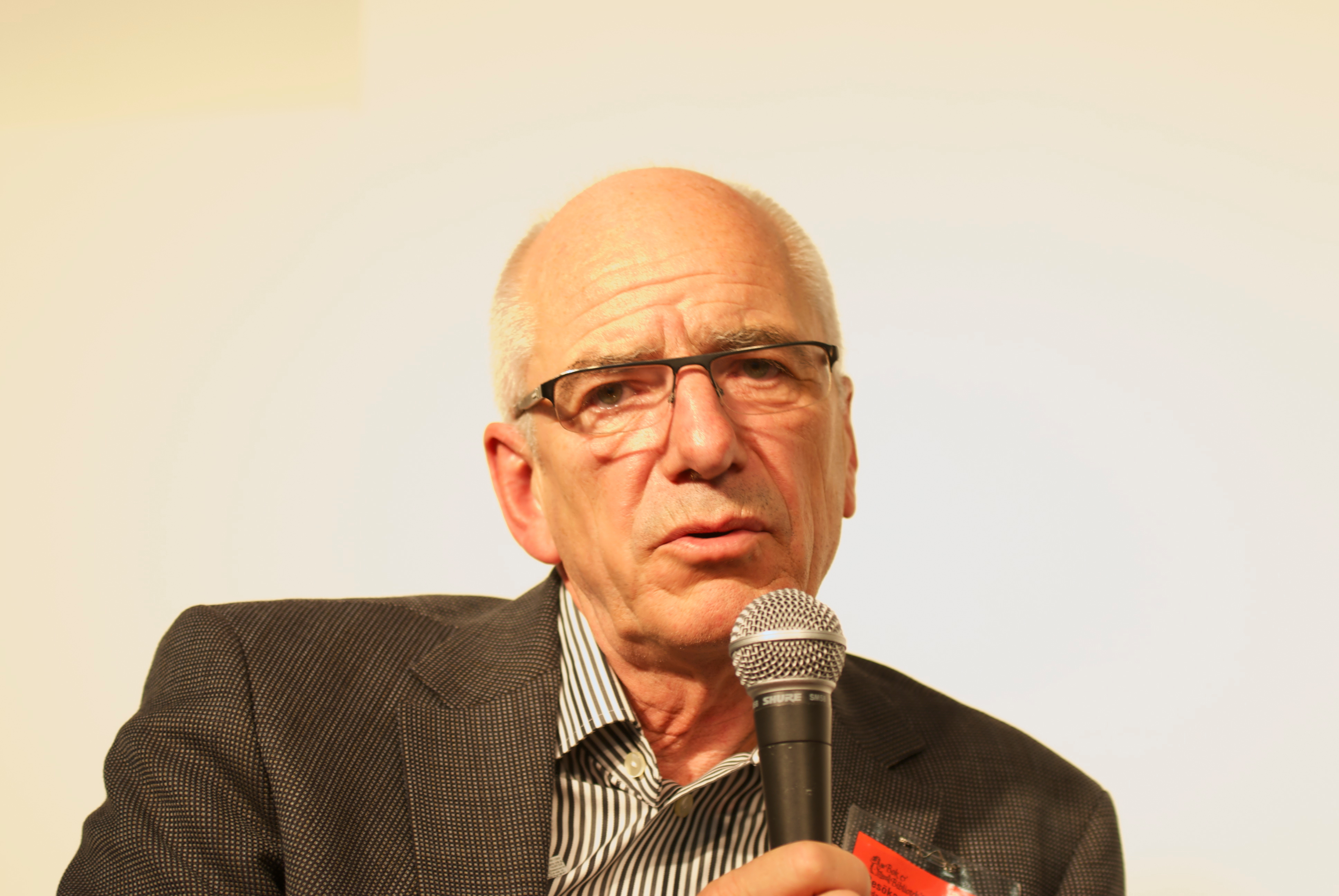
Olle Ludvigsson (2011)

Olle Ludvigsson (* 28. Oktober 1948 in Hälsö, Gemeinde Öckerö) ist ein schwedischer Politiker der Partei SAP.
Nach dem Besuch der Volksschule ließ sich Ludvigsson zum Mechaniker in der Metallverarbeitung ausbilden und war danach bei Volvo AB beschäftigt. Dort gehörte er zunächst dem Vorstand der Gewerkschaft der Metaller an, 1991 wurde er deren Vorsitzender. Im Jahr davor wurde er zudem Vorsitzender des Europäischen Betriebsrats. 2009 trat er in Göteborg der SAP bei, für die er seit 2009 im Europäischen Parlament sitzt.